# Smörgåstårta

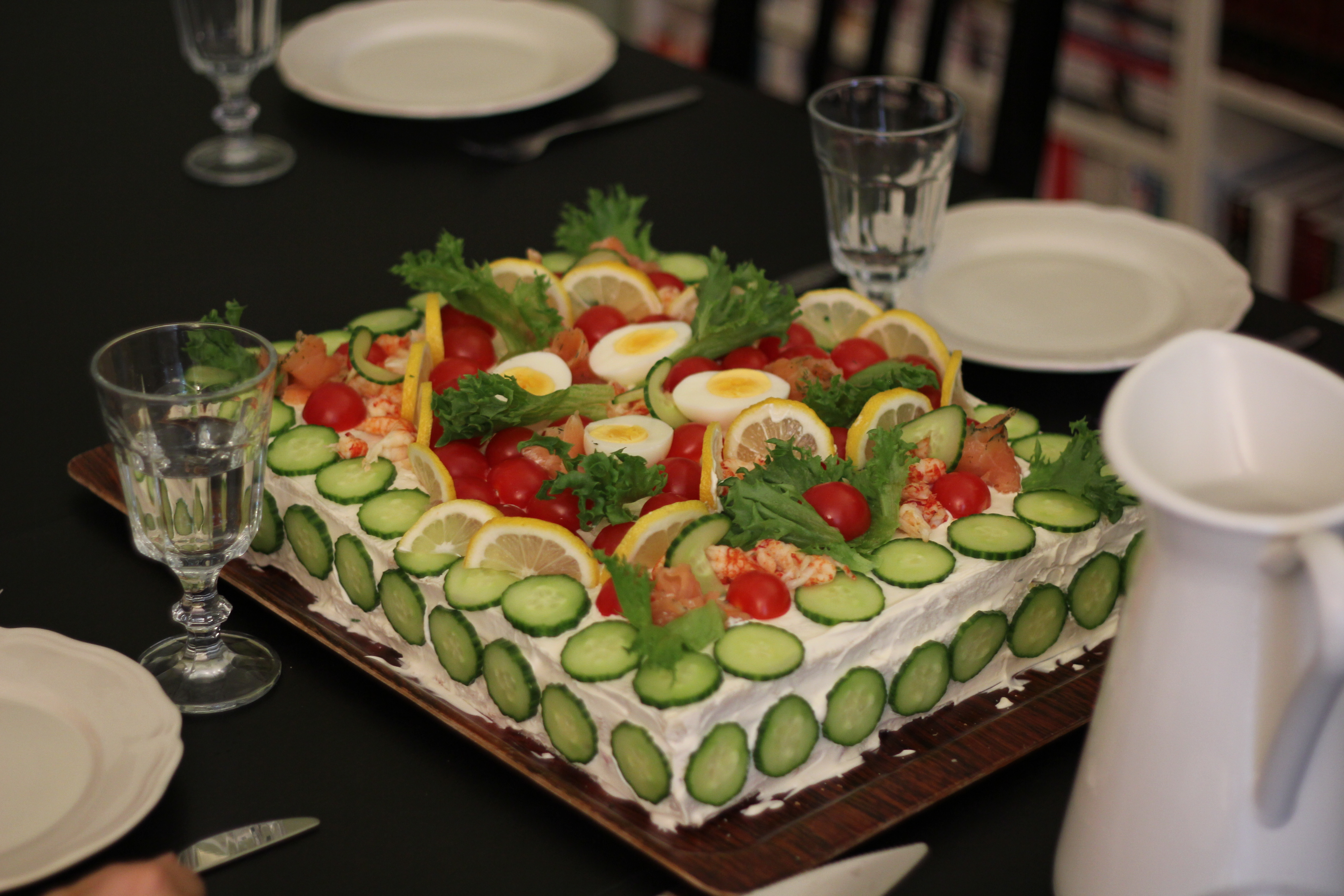
En smörgåstårta.

Smörgåstårta är en tårtliknande smörgåsrätt i flerportionsformat. Den serveras kyld som enskild rätt, och kan följas av något sött bakverk. Smörgåstårta är en typiskt svensk maträtt och en av flera maträtter som kandiderar till nationalrätt i Sverige.

## Tillagning
Smörgåstårtan görs av smörbestrukna brödbottnar, inte sällan av växelvis mörka och ljusa brödslag, som sedan fylls med fyllningar. Utsidan bestryks sedan med mjukost, ostsmör, majonnäs eller crème fraîche och till sist ges hela smörgåstårtan en mycket omfattande och konstfull utsmyckning med olika garnityr, till exempel av olika slags grönsaker eller frukt skurna i dekorativa former, rullade ost- och skinkskivor, räk- eller kräftstjärtar och så vidare. Till sitt utseende påminner den om söta efterrättstårtor. Smörgåstårtan bygger på principen att flera gäster får delar av samma matstycke, som ett bröd, varför den i sin form är en stark skapare av en måltidsgemenskap.
Smörgåstårtan serveras ofta vid bjudningar och ersätter då varm mat. Den förekommer vid både offentliga och privata fester som examensfestligheter, högtidsdagar, förlovningsmottagningar och bröllop, födelsedagar, namngivnings- eller dopfester, minnesstunder i samband med begravningar, företagsjubileer och andra tillfällen där man inte säkert vet hur många gäster som kommer. Den serveras däremot sällan vid årshögtidsfester som jul, påsk och midsommar. Ett undantag är dock den svenska nationaldagen, som är en relativt ny (sedan 2005) helgdag i Sverige. På många platser i landet har det redan etablerats en tradition att äta just smörgåstårta den 6 juni. Till smörgåstårtan serveras drycker som kaffe, te, öl, vin, läsk och mineralvatten. Den tillverkas både i hemmet och av professionella konditorer och cateringleverantörer. Till sin form kan smörgåstårtan vara rund, kvadratisk men också rektangulär. Det senare är vanligast vid den hemtillverkade smörgåstårtan. Det förekommer att en del konditorier säljer portionsbitar av smörgåstårta men den kan också köpa färdig i sin hela tårtform. Varma och ugnsgräddade smörgåstårtor förekommer i hemmiljö.
Smörgåstårtan ansluter till den svenska traditionen med öppna smörgåsar med färgrika och konstfulla dekorationer. Den har varit mycket populär sedan 1940-talet och det sammanföll med att tillgången på råvaror, smör och grädde då gradvis blev fri efter de långa livsmedelsransoneringarna under och efter andra världskriget.
På smörgåstårtan förekommer ibland en ovanlig kombination i den svenska matkulturen och det är blandningen av köttpålägg med skaldjur och lax. Den är i och för sig inte ovanlig i äldre maträttskombinationer före 1800-talets början men idag återfinns den endast i några få maträtter. Förutom på smörgåstårtan kan man få kött tillsammans med fisk och skaldjur på till exempel pizzan Quattro Stagioni (som i Sverige kan garneras med både skinka och räkor), smörgåsrätten landgång (som har fisk, skaldjur och köttpålägg), varmkorv med bröd och räksallad samt varmrätten filé Oscar (stekt kalvfilé med bland annat hummergarnityr).

## Historik
Äldsta kända belägg för ordet ”smörgåstårta” är från Söderhamns Tidning 6 oktober 1934 (en rund tårta av både mörkt och ljust bröd i flera lager, fylld med ett smörlager och garnerad med rädisor, gurka och persilja), medan första annonsering om ett lämpligt bröd till en smörgåstårta görs av Stockholmsbagaren i Dagens Nyheter 30 maj 1945. Från 1945 finns flera brödannonser med recept på en rund eller fyrkantig smörgåstårta med både ljust och mörkt bröd. Fyllningen är ansjovis- eller laxkräm, men annonsen lämnar också förslag på leverpastejfyllning eller ostkräm. Tårtan garneras sedan med spritsad laxkräm, äggskivor och dillkvistar och annonserna förklarar att den vid serveringen ska skäras upp "som en tårta". 
Redan 1940 i den då nyutgivna Stora kokboken nämner bokens redaktörer Edith Jonsson och Britta Hallman-Haggren ordet tårta för första gången i kombination med ordet sandwich, som då var det gängse ordet för en finare förrätts- eller supésmörgås. De ger sedan recept till en flerportioners sandwichtårta i två lager, fyllning emellan lagren och så vacker dekoration på utsidan. Det är det hittills äldsta kända belägget på en smörgåstårteanrättning som är densamma som vår tids smörgåstårta i flera våningar.
År 1947 beskriver matskribenten "Jochum" en slags smörgåstårta, alltså smörbestrukna mjuka brödbottnar i flera lager arrangerade i en rund tårtform med salta fyllningar och med ett fokus på vacker garnering utanpå. Jochum var en signatur för John Sjöstrand (1887–1969), och han var redaktör på Svenska Dagbladet i Stockholm. Han författade många småskrifter om finare mat, snapskryddningar, strömmingsrätter och smörgåsar från 1929 fram till 1960-talet. I sin bok Alla tiders smörgåsar ger han ett recept på hur man kan göra en tårta av smörgåstyp som han kallar för Jönköpingstårta. En sådan tårta består av smörbestrukna och runda brödbottnar i flera lager med salta smörfyllningar däremellan. Tårtan ges sedan en vacker garnering på utsidan av hackat ägg och rökt eller rimmad lax. Jochum använder alltså inte ordet smörgåstårta eller sandwichtårta utan just Jönköpingstårta. Det är inte känt vad det namnet står för i det här smörgåssammanhanget.
Året efter Jochums recept, 1948, har Prinsessornas kokbok (under redaktion av Jenny Åkerström) ett recept på en så kallad ”smörgåskaka”. Det är en rund brödkaka belagd med ett (1) lager med fina delikatessfyllningar, alltså en namnvariant på en cocktail/sandwich-tårta. I texten beskrivs att man ska skära ut portionstårtbitar av kakan till varje gäst. En smörgåskaka anges kunna räcka till 14-15 smörgåsar.
Vår kokbok tar upp smörgåstårtan 1951 under redaktion av Anna-Britt Agnsäter och Svenska Akademiens ordbok (SAOB) anger sitt första belägg lite senare, till Lunds Dagblad år 1958 i nr 296. Vår kokboks recept från 1951 beskriver sin smörgåstårta som gjord i ett enda lager och brödet är en skräddkaka eller tekaka där pålägg som rökt lax, majonnäs, äggklyftor, rädisor och hackade nötter läggs på tårtan som först bestrukits med mjukost. I serveringsanvisningen anges att man ska lägga upp ”smörgåstårtorna på serveringsfat och skär[a] dem vid bordet i små trekantiga smörgåsar” och tårtan med laxstrutar ”så att varje person får en strut”.
På 1950-talet slog smörgåstårtan igenom som en fin hembjudningsrätt i samma genre som kafferepet samtidigt som en bjudning med smörgåstårta inte var så omfattande som att bjuda in till en trerättersmiddag. I ICA-förlagets receptbok Smörgåsen från 1953 skriver man att "på senare år har det på en del håll blivit modernt att servera en helt annan typ av tårta [än söta tårtor] till te, öl och cocktail", och boken ger receptförslag på 13 olika kalla och varma smörgåstårtor, till exempel smörgåstårta med fruktsmak, schacktårta, lakto-vegetarisk smörgåstårta och frisksportartårta.

## Föregångare fram till 1940
Före Jochums Jönköpingstårta från år 1947 och Stora kokbokens sandwichtårta 1940 fanns det olika varianter av smörgåsar som alla i någon mening kan ses som olika förstadier, vanligen i endast ett lager. Ett exempel på det är cocktailtårtan som såldes på NK i Stockholm i januari 1939, och som var en rund tekaka med olika fina pålägg, skuren i snittar/tårtbitar  och som serverades till cocktails som var en annan nyhet på 1930-talet. Smörgåstårtan är därför inte en direkt uppfunnen rätt, utan den har sina rötter till andra smörgåsformer. Den beskriver en evolutionsliknande utveckling, och är en sammansmältning av egentligen fyra olika smörgåsrätter som var vanliga på 1920-1930-talet: Randig sandwich, landgången, fina förrättssmörgåsar samt sandwich/cocktail-tårtan.

### Randig sandwich
I början av 1900-talet fanns en förrätts- eller buffésmörgås som gjordes av olika brödsorter med fyllning emellan. Den kallades för ”randig sandwich” och gjordes av ljusa och mörka avlånga brödbottnar som beströks med färgat smör eller smör smaksatt med lax eller sardeller, och sedan lades bottnarna under press ovanpå varandra i en avlång brödform. Rätten kunde också fyllas med tunna skivor av kokt tunga. Kokböcker från 1920-30-talen gör en poäng av de sammanlagda brödskivorna med ska skäras på tvären så att gästen ser det randiga mönstret som uppstår av det olikfärgade brödsorterna och fyllningarna. Randig sandwich var inte bestruken med något smör på utsidan och hade heller ingen garnityr, vare sig på sidan eller ovanpå.

### Tre sandwich och fina förrättssmörgåsar
Under 1920- och 1930-talen började smörgåsbordet bli mindre vanligt som middagsförrätt i hemmet, men också i restaurangmåltiderna. Efter att spritrestriktionerna införts 1922 upphörde det fria snapsdrickandet till smörgåsbordet, och ersattes av den förberedda sandwichtallriken med vanligtvis tre fint arbetade och små smörgåsar. De tre smörgåsarna före en måltid kunde innehålla pålägg som skaldjur, kalkon och fina ostar. Många skrifter gavs på 1930-talet ut av livsmedelsindustrin, och särskilt då smör- och margarinproducenter, men också tillverkare av majonnäs. De fina smörgåsarna skulle dekoreras omsorgsfullt och extravagant för att ge en festlig inledning på en bjudning, och smörgåstårta utmärks redan från början av sin estetiska utformning, och är ännu idag en få svenska maträtter där just dekoreringen och garnityren är av större betydelse än själva smörgåstårtans innehåll. Förrätten med tre fina sandwichar, och med snaps och öl därtill, förekommer på svenska middagar fram till 1960-talets slut, när vindrickandet slår igenom och en ny typ av förrätter tas fram.

### Landgång
En större variant av finare förrättssmörgås är landgången som dels plockar upp den fint dekorerade små smörgåsarna som ensam rätt, dels den svenska traditionen att äta flera olika smörgåspålägg i en måltid. SAOB:s första belägg för smörgåsbegreppet landgång är från 1918. Och i kokböcker från 1920- och 1930-talen anges den som ett alternativ till finare bjudlunch och den framhålls som funktionell för att den kan förberedas i förväg och är en sammanhållen fin maträtt. Den dekoreras med en blandning av kött, fisk och skaldjurspålägg, salladsblad, tomatklyftor, gurkskivor med mera. På landgången kan det, till skillnad från smörgåstårtan, finna inlagd sill i ena kortändan. Det är från den änden som landgången ska börja ätas vilket kopplar samman den med samma ordning som smörgåsbordet äts. Landgångens dekor ska vara extravagant och festlig. Den finns alltjämt idag och kan serveras i samma sammanhang som smörgåstårtan men står en nivå under i festlighet.

### Sandwichtårta
År 1940 nämns ordet tårta för första gången i smörgåssammanhanget och då som en sandwichtårta” Det är nya Stora kokboken som lanserar receptet men till skillnad från den randiga sandwichen, där det var de olikfärgade brödsorterna som skapade mönstret, fokuserade sandwichtårtan på att ha en omfattande garnityr runt om tårtan och en vacker dekorering ovanpå. Sandwichtårtan gjordes utifrån en tekaka och till skillnad från de randiga sandwichen, som var avlångt rektangulär, så var sandwichtårtan rund. Recept på den här nya tårtan förekom sedan i olika varianter i kokböcker under 1940- och 1950-talen.
Sandwichtårtan var fram till 1960-talet ett mer förekommande begrepp än ordet smörgåstårta, särskilt i det professionella sammanhanget. Svensk konditori & konfektyrtidning skriver i sitt julinummer 1965 att flera varianter av exklusivare smörgåsar börjar bli vanligt förekommande vid olika festevenemang. Tidningen beskriver vidare att sandwichtårtan är som en kombination av räksmörgås och landgång men med mer fokus på lyx och fest och som en av de mest exklusiva produkterna inom konditorierna. Den dominerade även försäljningsmässigt vid den här tiden.

### Pyramidsmörgås
År 1940 återges i en kokbok av Maj Thermænius-Göransson (1908–1997) ett recept på en portionssmörgås i tre brödlager där varje lager ska vara lite mindre än föregående så att en pyramidform uppstår när man sätter samman den. Mellan lagren breder man smör, senap, tomatpuré eller böcklingpastej och pyramidsmörgåsen garneras sedan med tomat, gurka, hårdkokt ägg och avslutas med en ansjovis- eller sardellfilé. Denna smörgås från 1940 kan ses som ett slags mellansteg mellan landgången, sandwichtårtan och Jönköpingstårtan, mellan den enskilda portionssmörgåsen och den gemensamma tårtan.

## Smörgåstårta i världen
Smörgåstårta är en historiskt avgränsad matkulturell företeelse till Sverige och är starkt länkad till den svenska öppna smörgåsen och den gamla traditionen av att se smörgåsen som en måltid i sig. Smörgåstårtan, eller den ursprungliga sandwichtårtan, har sedan den introducerades tagits in i Finland men också av svenskar i världen som arbetar vid konditorier, caféer och som cateringleverantörer till exempel i Storbritannien och USA. Internationellt uppträder smörgåstårtan under namn som Voileipäkakku (Finland), Võileivatort (Estland), Smorgastorta eller Swedish Sandwich Layer Cake (t.ex. Storbritannien och USA) men också Svedska slana torta (Kroatien).

## Smörgåstårtans dag
År 2012 instiftade "Smörgåstårtans vänner"  smörgåstårtans dag. Detta för att ge smörgåstårtan en egen märkesdag på året, i linje med andra maträtts- och råvarudagar som kanelbullens dag, 4 oktober eller äggets dag, 9 oktober. Dagen som valts för smörgåstårtans dag är den 13 november, då den sammanfaller med födelsedagen för en konditor, Gunnar Sjödahl i Östersund, som gör anspråk på att fått idén till smörgåstårtan som lärling i Härnösand 1965 och sedan utvecklat receptet och lanserat den färdiga produkten fem år senare i Östersund. Skriftliga källor och det forskningsläget 2018 placerar dock smörgåstårtan betydligt tidigare i historien.

## Världens längsta smörgåstårta
Den 9 mars 1985 gjordes världens längsta smörgåstårta i samband med ett jippo av Hans ”Hasse P” Pettersson i Köping. Smörgåstårtan blev 510 meter och 69 centimeter lång och sträckte sig längs med Stora gatan i Köping. Rekordet står sig än i Guinness rekordbok.
Händelserna före, under och efter arrangemanget av ”Hasse P” ligger till grund för handlingen i boken Tårtgeneralen (2009) av  Filip Hammar och Fredrik Wikingsson. Boken Tårtgeneralen har filmatiserats 2017 med Mikael Persbrandt i huvudrollen som ”Hasse P”.

## Bildgalleri

### Smörgåstårtor

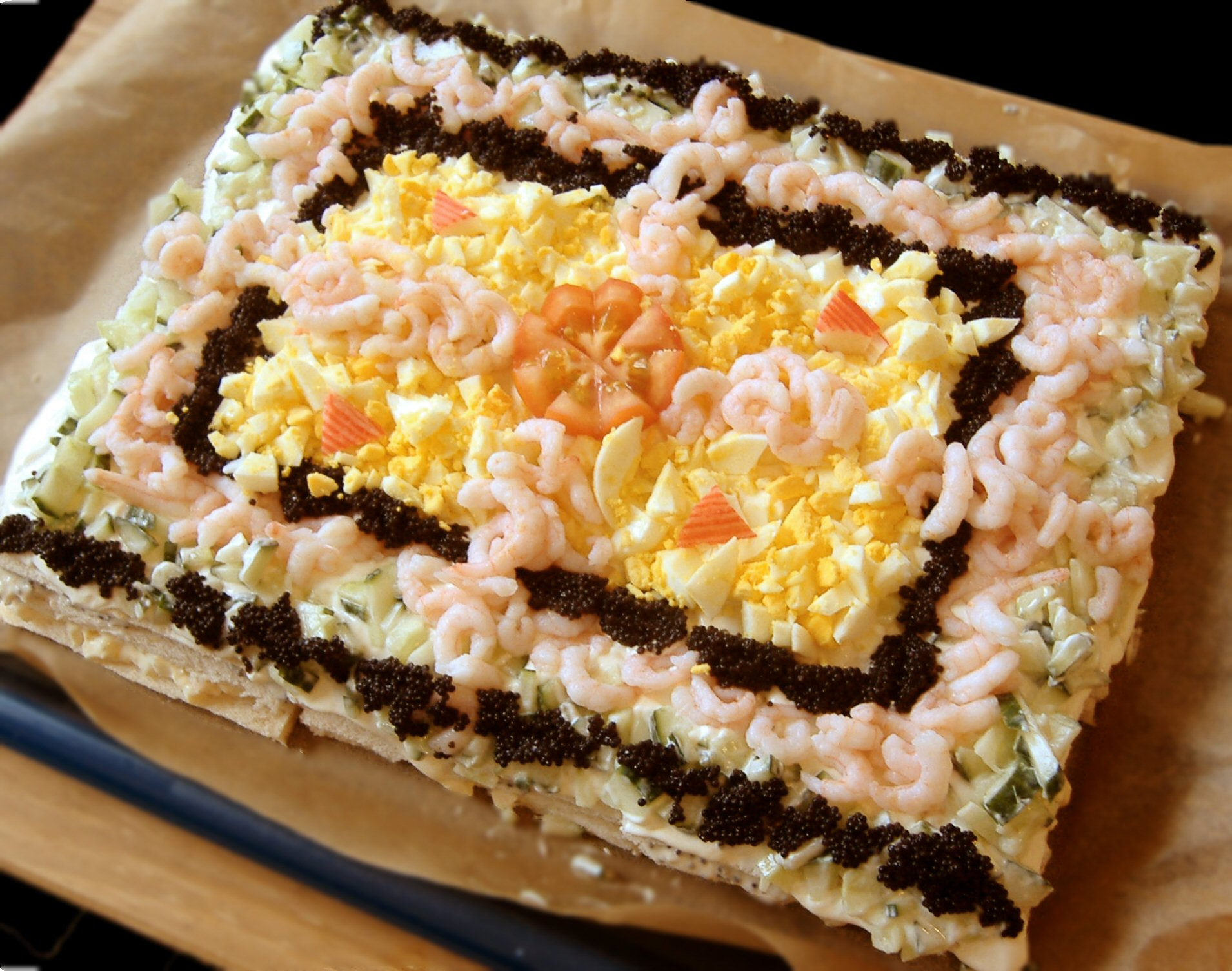
En rektangulär smörgåstårta med räkor, gurka, kaviar och ägg.
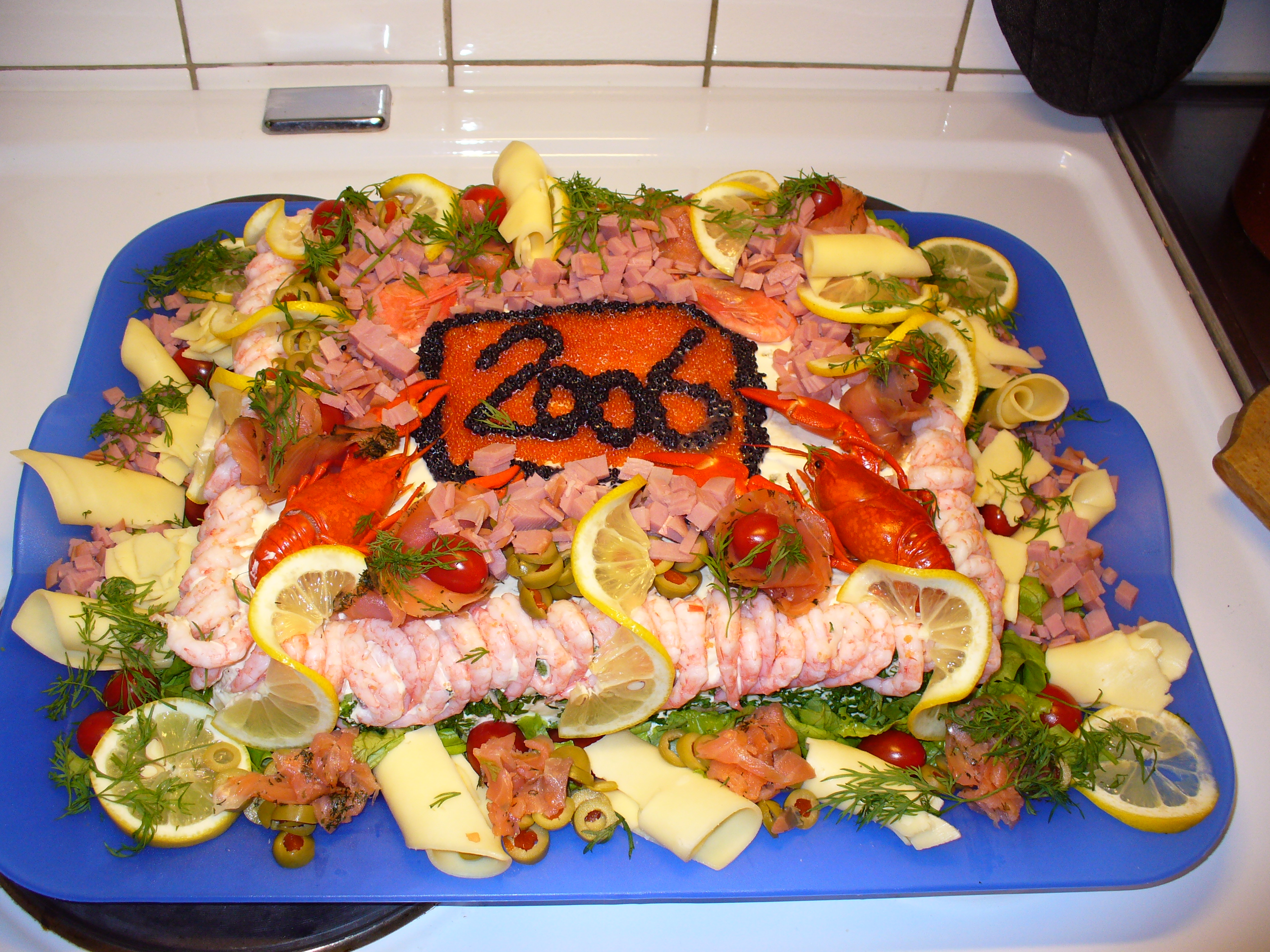
En rektangulär smörgåstårta med kräftor.
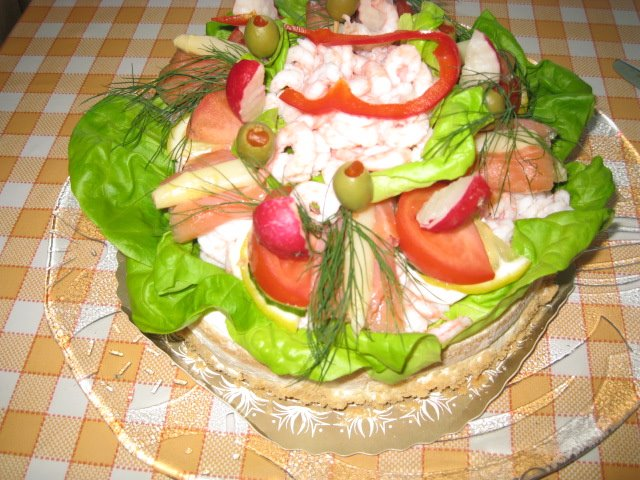
En rund smörgåstårta med räkor och lax.
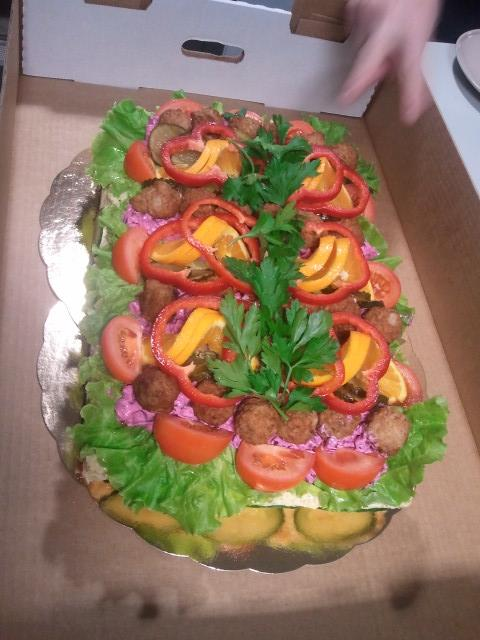
En rektangulär smörgåstårta med köttbullar och paprika.
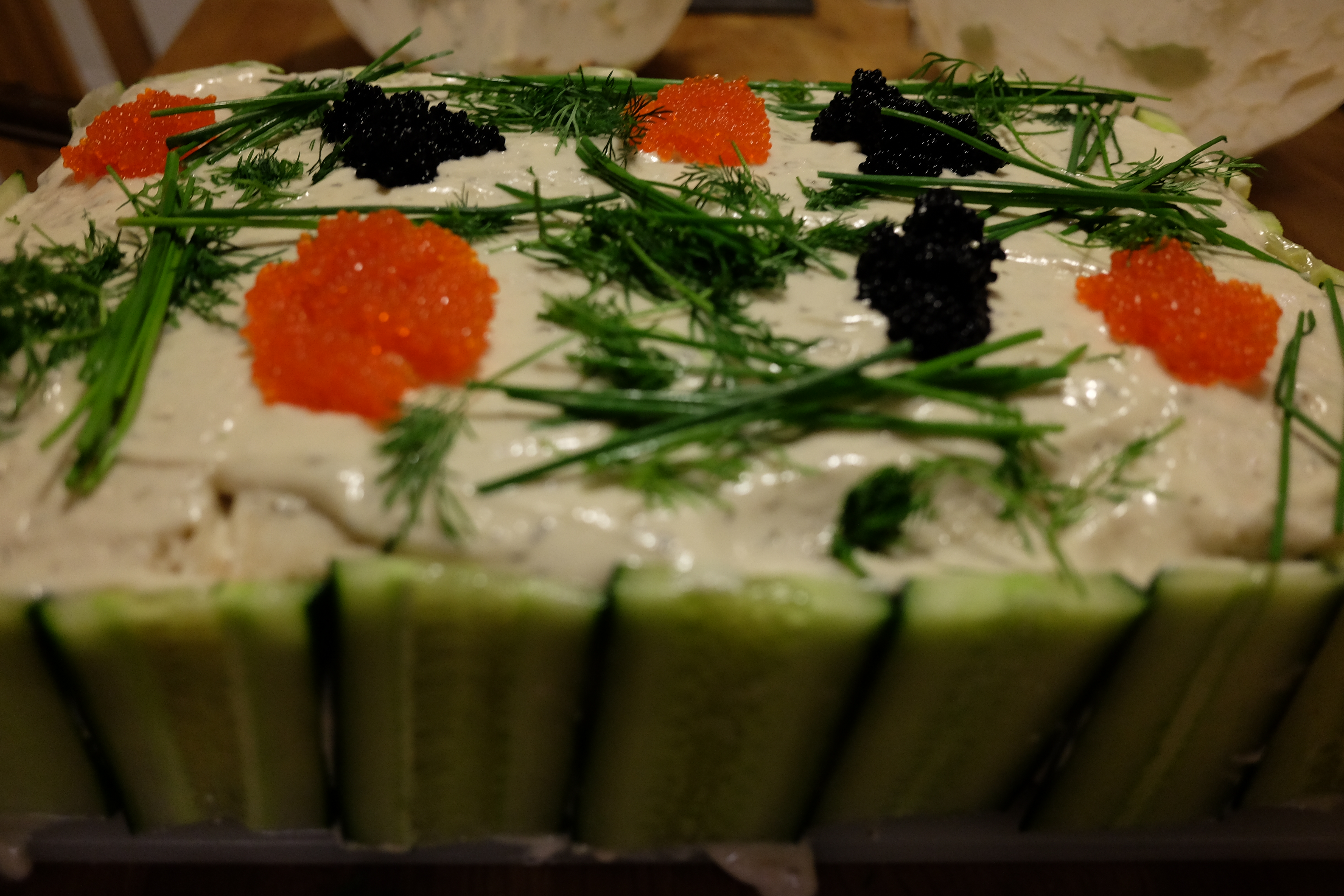
En vegansk smörgåstårta.